# Cimolus vitticeps
Cimolus vitticeps är en insektsart som beskrevs av Carl Stål 1862. Cimolus vitticeps ingår i släktet Cimolus och familjen bredkantskinnbaggar. Inga underarter finns listade i Catalogue of Life.